# Modärna fruar
Modärna fruar är en svensk dramafilm från 1932 i regi av Edvin Adolphson.

## Om filmen
Filmen premiärvisades 21 september 1932 på biograf China i Stockholm. Inspelningen skedde vid Nordisk Films Kompagni i Valby Danmark med exteriörer från Stockholm av Vald. Christensen. Filmen har som förlaga Algot Sandbergs pjäs Modärna fruar som uruppfördes på Vasa-Teatern i Stockholm 1922

## Rollista i urval
- Ivar Kåge – Georg Wall, professor
- Margit Manstad – Lola Wall, Georgs fru
- Edvin Adolphson – Ture Tallen, direktör
- Elsa Carlsson – Ebba Tallén, Tures fru
- Olof Winnerstrand – Acke Holfert, konstnär
- Oscar Byström – Knut Wall, Georgs far
- Constance Byström – fru Ekberg, Ebbas mor
- Einar Beyron – refrängsångaren
- Tekla Sjöblom – Clara, husa hos Georg och Lola Wall
- Disa Gillis – ung dam på restaurangen
- Eivor Engelbrektsson – ung dam bjuden på restaurang av Knut Wall
- Alice Carlsson – ung dam bjuden på restaurang av Knut Wall
- Barbro Kindborg – ung dam bjuden på restaurang av Knut Wall
- Ollars-Erik Landberg – rockvaktmästare
- Otto Lington – orkesterledaren

## Musik i filmen
- Aj, aj, aj, du!, kompositör Sonja Sahlberg, text Gösta Stevens, sång Olof Winnerstrand och Otto Lington
- Es war einmal ein Walzer (Det var en gång en vals), kompositör Franz Lehár, tysk text Fritz Rotter och Armin Robinson, instrumental
- Varje litet ord av kärlek, kompositör Bert Carsten, text Gösta Stevens, sång Margit Manstad, Einar Beyron och Olof Winnerstrand
- Nu är det jul igen, sång Olof Winnerstrand, Ivar Kåge och Oscar Byström
- Ja, må han leva!, sång Olof Winnerstrand, Elsa Carlsson och Ivar Kåge
- Allt vad du gav, kompositör El Adolphe, text Georg Orvar, instrumental